# Catherine Thierry
Pour les articles homonymes, voir Thierry.
Catherine Thierry (1640-1690), était la fille adoptive d’Antoine Primot et de Martine Messier.  Elle épousa à Ville-Marie le 28 mai 1654, Charles Lemoyne. Ils eurent 2 filles et 12 fils, presque tous célèbres :
- Charles II Le Moyne de Longueuil, Gouverneur de Montréal (1656-1729)
- Jacques Le Moyne de Sainte-Hélène né le 16 avril 1659, capitaine d'une compagnie de la Marine, mortellement blessé en 1690 en sauvant Québec.
- Pierre Le Moyne d'Iberville (1661-1706), héros de la Nouvelle-France, fondateur de la Louisiane.
- Paul Le Moyne de Maricourt, né le 15 décembre 1663, enseigne de vaisseau et capitaine d'une compagnie de la Marine mort de fatigue lors d'une campagne le 21 mars 1704.
- François Le Moyne de Bienville I, né le 16 mars 1666, officier des troupes de la Marine tué le 6 juin 1691 à Repentigny en combattant les Iroquois.
- Joseph Le Moyne de Sérigny, né le 22 juillet 1668, mort en 1734. Capitaine de vaisseau commandant général de la Louisiane.
- François-Marie Le Moyne de Sauvole, né le 22 septembre 1670, enseigne de vaisseau mort à son poste au fort de Biloxi en Louisiane.
- Louis Le Moyne de Châteauguay I, né le 4 janvier 1676; enseigne de vaisseau tué par l'ennemi en 1694 devant Fort-Nelson dans la Baie d'Hudson.
- Gabriel Le Moyne d'Assigny, né le 11 novembre 1681, garde de la Marine mort au cours d'une campagne à Saint-Domingue.
- Jean-Baptiste Le Moyne de Bienville (1680-1767), héros de la Nouvelle-France, fondateur de La Nouvelle-Orléans.
- Antoine Le Moyne de Châteauguay II, né le 17 juillet 1683, mort en 1747. Capitaine des troupes de la Marine. Gouverneur  de la Martinique, de la Guyane puis de l'Île Royale.
- Jeanne Le Moyne, épouse de Pierre Payen lieutenant de vaisseau mort à son bord.
- Marie-Anne Le Moyne, épouse de Jean-Baptiste Bouillet de La Chassaigne, Major des troupes de la Marine au Canada.